# Élisabeth Kontomanou
Élisabeth Lurline Véronique Kontomanou, född 30 november 1961 i Lyon, är en fransk-svensk jazzsångare. Hon växte upp på barnhem i Lyon. Hennes mor var läkare från Grekland och fadern, jazzsaxofonisten Joe Maka, kom från Guinea. Hon har arbetat och bott bland annat i Paris och i New York (tio år från 1995), samt sjungit med bland andra John Scofield, Leon Parker, Michel Legrand, Mike Stern och Toots Thielemans.
Élisabeth Kontomanou skivdebuterade 1998 och framträdde i sin första egna konsert i Sverige på Fasching i Stockholm i januari 2010. 
År 1999 nominerades hon till det franska jazzpriset Django d'Or och 2006 fick hon det franska jazzpriset Les Victoires de Jazz som årets bästa vokalist. Hon har varit gift med jazzpianisten Pelle Karlström och är mor till trumslagaren Donald Kontomanou, gitarristen Joey Belmondo och sångaren, pianisten och arrangören Gustav Karlström. Hon bor i Ärla. 

## Diskografi
- 1998 – Embrace
- 2000 – Hands and Incantation (med pianisten Jean-Michel Pilc)
- 2004 – Midnight Sun
- 2005 – Waitin' for Spring
- 2005 – A Week in Paris (A Tribute to Strayhorn) (med pianisten Franck Amsallem)
- 2007 – Back to My Groove
- 2008 – Brewin' The Blues
- 2009 – Siren Song – Live at Arsenal